# 保坂友美子
保坂 友美子（ほさか ゆみこ、1993年5月16日 - ）は、日本のフリーアナウンサー、アイリスオーヤマの広報担当社員。

## 来歴
埼玉県浦和市（後のさいたま市）生まれ、鴻巣市育ち。青山学院大学国際政治経済学部卒業。
大学を卒業後、2016年4月に福島中央テレビに入社。営業企画部でテレビCMスポットデスクとイベント企画を担当した後、報道部への異動で記者に転じた。
2019年3月に福島中央テレビを退社。同年4月に北陸放送に入社し、2022年2月末に退社するまで同局のアナウンサーを務めた。在籍中、担当番組『レオスタ』での中継リポート映像が第45回アノンシスト賞に出品され、近畿中部北陸ブロックで新人奨励賞を受賞。また後に、保坂がナレーションを担当した特別番組『音楽を見る喫茶店〜もっきりや50周年〜』が2021年日本民間放送連盟賞のラジオエンターテインメント部門で優秀賞を受賞した。
退社後、2022年4月から同年12月までNHKさいたま放送局の契約キャスターを務めた。
2023年1月からは兼業のフリーアナウンサーとして活動。ふだんは転職先の会社で広報業務をし、休みの日を中心にアナウンス業務を行うというスタイルをとっている。

## 担当番組

### テレビ
- ゴジてれ Chu !（福島中央テレビ）
- ほっと石川（北陸放送）
- レオスタ（北陸放送） - 天気コーナー担当[1]
- 絶好調W（北陸放送） - 進行担当[注釈 2] → ナレーター[10]
- ひるまえ ほっと（NHK総合テレビ） - スタジオ、ロケリポート、原稿作成
- 首都圏ネットワーク（NHK総合テレビ） - コーナーMC
- おはよう日本（NHK総合テレビ） - スタジオ、ロケリポート、中継

### ラジオ
- 歌のない歌謡曲（MROラジオ）
- あさ☀ダッシュ!（MROラジオ）
- Twin Wave（MROラジオ）[5][11]
- ひるどき！さいたま〜ず（NHK-FM） - MC